# Championnat des îles Féroé de football 1995
Navigation
1. Deild 1994 1. Deild 1996
En fin de saison, les deux derniers du classement sont relégués et remplacés par les 2 meilleurs clubs de 2. Deild.
Pour la première fois depuis 1975 et le triplé du HB Torshavn, le double champion en titre conserve son bien; en effet, le GI Gota remporte le 6e titre de son histoire en terminant en tête du classement, devançant le HB Torshavn 8 points et le B68 Toftir de 11. Le HB Torshavn se console en remportant la Coupe des îles Féroé après sa victoire en finale face au B68 Toftir.
Le champion et le vainqueur de la Coupe des îles Féroé obtiennent leur qualification pour les compétitions européennes. Le GI Gota participera à la Ligue des champions 1996-1997 tandis que le HB Torshavn, vainqueur de la Coupe, est qualifié pour la Coupe des Coupes 1996-1997.
Avec la mise en place de la Coupe Intertoto durant l'été 1995, le 2e du championnat, le HB Torshavn, obtient lui aussi une qualification européenne qui revient au B68 Toftir après la victoire du HB Torshavn en Coupe des îles Féroé.
En revanche, pour la relégation le NSI Runavik, termine à la dernière place du classement et doit descendre en deuxième division.

## Les clubs participants
- B36 Tórshavn
- B68 Toftir
- B71 Sandoy
- FS Vagar - Promu de 2. Deild
- GI Gota - Tenant du Titre
- HB Tórshavn
- KÍ Klaksvík
- NSI Runavik
- VB/Sumba Vagur - Promu de 2. Deild
- TB Tvoroyri

## Compétition

### Classement
Le barème de points servant à établir le classement est modifié à partir de cette saison. Il se décompose ainsi :
- Victoire : 3 points
- Match nul : 1 point
- Défaite : 0 point

| Rang | Équipe             | Pts | J  | G  | N | P  | Bp | Bc | Diff |
| ---- | ------------------ | --- | -- | -- | - | -- | -- | -- | ---- |
| 1    | GI Gota (T)        | 41  | 18 | 13 | 2 | 3  | 41 | 16 | +25  |
| 2    | HB Torshavn (C)    | 33  | 18 | 9  | 6 | 3  | 34 | 14 | +20  |
| 3    | B68 Toftir         | 30  | 18 | 9  | 3 | 6  | 43 | 21 | +22  |
| 4    | B71 Sandoy         | 29  | 18 | 9  | 2 | 7  | 35 | 27 | +8   |
| 5    | B36 Tórshavn       | 26  | 18 | 8  | 2 | 8  | 23 | 35 | -12  |
| 6    | FS Vagar (P)       | 23  | 18 | 6  | 5 | 7  | 30 | 38 | -8   |
| 7    | TB Tvoroyri        | 22  | 18 | 6  | 4 | 8  | 23 | 29 | -6   |
| 8    | KÍ Klaksvík        | 22  | 18 | 6  | 4 | 8  | 31 | 43 | -12  |
| 9    | VB/Sumba Vagur (P) | 20  | 18 | 6  | 2 | 10 | 26 | 39 | -13  |
| 10   | NSI Runavik        | 8   | 18 | 2  | 2 | 14 | 13 | 37 | -24  |

|  | Qualification pour la Coupe UEFA 1996-1997                                                       |
|  | Qualification pour la Coupe des Coupes 1996-1997                                                 |
|  | Qualification pour la Coupe Intertoto 1996                                                       |
|  | Relégation en 2. Deild                                                                           |
|  | (T) Tenant du titre (C) Vainqueur de la Coupe des îles Féroé (P) Club promu de deuxième division |

### Résultats[n 1]
| Résultats (▼dom., ►ext.) | B36 | B68 | B71 | FSV | GÍG | HB  | KÍ  | NSÍ | SVB | TB  |
| B36 Tórshavn             |     | 0-4 | 3-1 | 3-2 | 0-2 | 0-5 | 2-1 | 1-0 | 1-2 | 6-0 |
| B68 Toftir               | 2-0 |     | 1-1 | 5-0 | 1-1 | 1-2 | 2-1 | 4-1 | 3-0 | 1-2 |
| B71 Sandoy               | 1-2 | 2-1 |     | 2-0 | 2-3 | 2-0 | 1-4 | 2-1 | 5-1 | 2-1 |
| FS Vagar                 | 1-1 | 1-5 | 1-1 |     | 3-2 | 3-5 | 5-3 | 2-0 | 2-4 | 3-1 |
| GI Gota                  | 2-0 | 0-2 | 3-2 | 2-1 |     | 1-3 | 5-1 | 5-1 | 3-0 | 2-0 |
| HB Tórshavn              | 5-1 | 3-1 | 1-0 | 0-0 | 0-0 |     | 5-0 | 0-0 | 2-0 | 4-1 |
| KÍ Klaksvík              | 2-2 | 4-3 | 1-3 | 0-0 | 1-6 | 2-0 |     | 2-1 | 1-2 | 2-2 |
| NSI Runavik              | 1-2 | 0-5 | 0-2 | 1-2 | 0-1 | 0-0 | 0-4 |     | 0-3 | 2-3 |
| VB/Sumba Vagur           | 1-2 | 2-1 | 2-6 | 2-2 | 0-2 | 1-1 | 1-2 | 1-3 |     | 4-1 |
| TB Tvoroyri              | 3-2 | 1-1 | 2-0 | 1-2 | 1-0 | 0-0 | 2-2 | 0-1 | 2-0 |     |

## Bilan de la saison
| Championnat des îles Féroé de football 1995  |                    |
| Champion                                     | GI Gota (6e titre) |
| Coupes et trophées                           |                    |
| Vainqueur de la Coupe des îles Féroé 1995    | HB Torshavn        |
| Qualifications continentales                 |                    |
| Coupe UEFA 1996-1997 Tour préliminaire       | GI Gota            |
| Coupe des Coupes 1996-1997 Tour préliminaire | HB Torshavn        |
| Coupe Intertoto 1996                         | B68 Toftir         |
| Promotions et relégations                    |                    |
| Promus en 1. deild                           | IF Fuglafjordur    |
| Relégués en 2. deild                         | NSI Runavik        |